# Indeks Pedersen
Indeks Pedersen – jest miarą zmienności partii politycznych w systemie wyborczym.
Indeks został opisany przez Dunkę, Mogens N. Pedersen (profesor Syddansk Universitet) i opublikowany w European Journal of Political Research w roku 1979 pod tytułem The Dynamics of European Party Systems: Changing Patterns of Electoral Volatility i obejmował on lata 1948-77 i kilkanaście demokratycznych krajów europejskich, gdzie kraje socjalistyczne z oczywistych powodów pomijał. 
Indeks ten określa miarę zmienności dla wolnych wyborów na poziomie lokalnym (poziom elektoratu, liczba miejsc w parlamencie) lub na poziomie areny politycznej dla poszczególnych partii na poziomie kraju lub Europy pomiędzy wyborami. Do obliczenia indeksu stosujemy wzory:
{\displaystyle 1)\sum _{i=1}^{n}{\frac {\vert V_{i}(t)-V_{i}(t+1)\vert }{2}}}
{\displaystyle 2){\frac {|PiV|+|PjV|+|PkV|+|PeV|+\dots +|PnV|}{2}}}